# Куликово (Новгородская область)
Куликово — упразднённая деревня в Поддорском районе Новгородской области России. На момент упразднения входила в состав Белебёлковского сельсовета.

## География
Урочище находится в юго-западной части Новгородской области, в зоне хвойно-широколиственных лесов, на левом берегу реки Полисти, к востоку от автодороги 49К-1750, на расстоянии примерно 16 километров (по прямой) к северо-западу от села Поддорье, административного центра района. Абсолютная высота — 75 метров над уровнем моря.

### Климат
Климат умеренно-континентальный с некоторыми чертами морского. Среднегодовая многолетняя температура воздуха составляет 4,2 °С. Средняя многолетняя температура самого холодного месяца (января) составляет −8 °С (абсолютный минимум — −48 °C); самого тёплого месяца (июля) — 17 °C (абсолютный максимум — 34 °C). Безморозный период длится 120—130 дней. Среднегодовое количество атмосферных осадков — 658 мм, из которых большая часть выпадает в тёплый период.

## История
Упразднена 14 июля 2004 года в связи с утратой признаков населённого пункта.